# سالم بن کبينة
 سالم بن كبينة  هو ( سالم بن كبينة الراشدي الكثيري ) من قبيلة  أل كثير همدان، أحد رفقاء درب ويلفريد ثيسيجر رحالة البريطاني 
المشهور بــ(مبارك بن لندن) وفي الإمارات وسالم بن كبينه هو الذي اطلق على ويلفردثيسيجر اسم مبارك بن لندن، الذي عبر صحراء الربع الخالي مرتين بين عامي 1945 و1950 للميلاد. 
وقد رافق «  مبارك بن لندن » في رحلاته الخطيرة في الربع الخالي واقاصي الجنوب للجزيرة العربية رجلان اشداء من قبيلة الرواشد الكثيرية الهمدانيه القحطانيه التي تقع منازلها في صحراء الربع الخالي وهما « سالم بن غبيشة الراشدي الكثيري » و « سالم بن كبينة الراشدي الكثيري» 
وهما دليلين وأصحاب معرفه في  رمال الربع الخالي. 
و «سالم بن كبينة» من أعيان قبيلة الرواشد تجاوز السبعين بقليل، لكنه يعود إلى الوراء أكثر من خمسين سنة، ويحكي عن رحلته الشهيرة مع «  مبارك بن لندن » : 
ويقول: كنا أربعة أشخاص نرافق « مبارك بن لندن » رافقناه مدة سبع سنوات في فترة الشتاء فقط ،فعندما يحل فصل الشتاء في الإمارات كان يجيئنا « ابن لندن »، ويبدأ رحلته من حيث انتهت ،وعندما يحل الصيف كان يعود إلى بلاده. 

## عبور الربع الخالي
لقد عبروا الربع الخالي مرتين بمعية ويلفريد ثيسيجر ما بين عامى 1945 و 1950 للميلاد. حيث ذكر «ثيسيجر» في كتابه الشهير «الرمال العربية Arabian Sands  »، الذي يروي رحلاته في الربع الخالي في شبه الجزيرة العربية بين عامي 1945 و 1950، ويصف الطريقة التلاشي من حياة البدو. 
ويضيف:كان عمري 13 سنة عندما اختارني لمرافقته للرحلة، لأصبح فيما بعد المفضل لديه، كنت أذهب معه أربع مرات إلى «صحراء الربع الخالي» من الإمارات إلى عمان وبالعكس وهنا اذكر استقبال المغفور له الشيخ زايد بن سلطان آل نهيان لنا في مدينة العين عندما دعمنا بالأموال والسلاح والزاد وهذا ما كان له أثر كبير في نجاح الرحلة.
ويرى «ابن كبينة» أن رحلة «ابن لندن» ورفاقه قد دخلت التاريخ من أوسع أبوابه لما لها من مكانة بين الاكتشافات الجغرافية في العالم. 
يقول «سالم بن كبينة الراشدي» من الذين رافقوا الرحالة، لقد كان 
« مبارك بن لندن » وهكذا كنا نسميه خلال فترة وجوده معنا واحداً منا، وجدناه صبورا ًعلى قدرة هائلة من التحمل والصبر وأنتم تعرفون قسوة الحياة وشظف العيش خلال تلك الأيام ولكنه كان رجلاً صاحب هدف صبر وتحمل كل ذلك لأجل أن يحقق الهدف من رحلته بعبور «الربع الخالي» وحول التفاهم معه قال: «ابن كبينه» كان «مبارك بن لندن» يتحدث معنا باللغة العربية التي كان يجيدها وبلهجة أهلها، كان واحداً منا في ملبسة ومأكله ومظهره، كان يأكل معنا السمك المجفف الذي يختلط به التراب والرمال وسط الصحراء، ويشرب من تبك الأوعية الحديدية التي كنا نحتفظ بالمياه فيها ولكنه اليوم وبعد أكثر من 40 عاما من عدم تحدثه باللغة العربية لقد نسيها، وسعدنا برؤيته مرة أخرى في بلادنا، وقد اختلف الحال فيها عما كان عليه.

## رحلات مبارك بن لندن ورفاقه عبر الصحراء
يذكر أن رحلات « مبارك بن لندن » الاستكشافية إلى الصحراء العربية حظيت بتقدير واسع، إذ حظيت على ميدالية جمعية الجغرافيين الملكيين، وميدالية لورانس العرب من الجمعية الملكية لآسيا الوسطى، وميدالية بورتون التذكارية من معهد السياتيك الملكي. كما حظيت كتاباته أيضا بتقدير واسع حيث حصل على جائزة هنمان وزماله من الجمعية الملكية للآداب وشهادة دكتوراه فخرية في الآداب من جامعة ليستر، وفي عام 1968 حصل على وسام فارس، وأنعمت علي الملكة إليزابيث ملكة بريطانيا بلقب سير وقلد وساماً ملكياً في عام 1995، وأخيراً لانجد ما نختم رحلتنا معه أبلغ مما قاله ثيسجر عن مغامرتيه عندما عبر في كتبه « الرمال العربية » عن ذلك بقوله (إن حياة الصحراء القاسية أعادتني إليها، إنه الانجذاب نفسه الذي يعيد الرجال إلى القطب الجنوبي وإلى الجبال الشاهقة).

## المناطق المهمة التي عبروا منها خلال الرحلة
- جبال الحجر.
- جبل الكور
- بارق
- تهامة.
- صبيا.
- المويجعي
- واحة ليوا
- سبخة مطي
- جبال القرا
- رمال آلوهيبة
- جدة الحراسيس
- رملة الغافة
- رملة غنيم
- صلالة
- المكلا
- السليل
- الساحل المتصالحة
- البريمي
- أم الزمول
- وادي العين
- رمال أم السميم المتحركة
- عروق الشيبة
- بهلا
- وادي الأسود
- حوشي
- خور وير
- قسميم
- قرة
- شيسور
- أم الحيط
- موغشين
- بئر الحلو
- خور بن عتريت
- رملة الربض
- منوخ
- حسي
- الجلدة
- عروق الزيزاء
- القعاميات (وسط الربع الخالي)
- بني مرضى
- رمال الدهنا
- ثريبان
- السليل
- رمال النفوذ
- طبيق
- ليلى  (قرية صغيرة على حافة الربع الخالي)
- يبرين
- بلق
- قطوف
- بئر ذيبي
- ظفير
- ابوظبي

## وصلات خارجية
- الربع الخالي
- كتاب: رمال عربية
- فلم وثائقي عن صحراء الربع الخالي